# Frequenza dei fotogrammi
La frequenza dei fotogrammi (in lingua inglese frame rate, oppure abbreviato nel gergo tecnico del gaming FPS, cioè frames per second) è la frequenza di cattura o riproduzione dei fotogrammi che compongono un filmato. Un filmato, o un'animazione al computer, è infatti una sequenza di immagini riprodotte ad una velocità sufficientemente alta da fornire, all'occhio umano, l'illusione del movimento. La frequenza dei fotogrammi viene misurata in hertz (Hz), nei monitor a scansione progressiva, oppure espresso in termini di fotogrammi per secondo (fps).

## Standard
Le modalità di scansione video standard - e le relative frequenze - utilizzate in ambito televisivo e cinematografico sono:
- 24p è un sistema di scansione non interlacciato a 24 fps, originariamente concepito per il montaggio non lineare, ma largamente utilizzato anche per motivi estetici a motivo della resa simile, in termini di movimento, a quella della pellicola cinematografica. Nella conversione al sistema NTSC, il frame rate viene rallentato a 23,976 fps, mentre in quella a PAL o SECAM viene velocizzato a 25 fps. La modalità 24p fu lo standard de facto del cinema dalla metà degli anni 1920.[1]
- 30p è uno standard non interlacciato a 30 fps. La scansione progressiva, rispetto a quella interlacciata, migliora la qualità dell'immagine e viene utilizzata per contenuti ad alta definizione; lo standard 30p permette, infatti, una riproduzione video priva di artefatti. Questo frame rate fu utilizzato, tra il 1954-1956, anche dal formato cinematografico ad alta definizione Todd-AO.[2]
- 50i (50 semiquadri al secondo = 25 fps) è il sistema di scansione interlacciata standard dei sistemi di codifica PAL e SÉCAM, comunemente utilizzati dalle televisioni analogiche europee.
- 60i (60 o 59,94 semiquadri al secondo = 29,97 fps) è il sistema di scansione interlacciata standard per il sistema di codifica analogico NTSC (comunemente utilizzato dalle TV statunitensi). Lo standard fu sviluppato da Philo Farnsworth e Vladimir Zvorykin nel 1934[3] e adottato dal sistema NTSC nel 1941. Con l'introduzione del colore nel 1953, l'originale frame rate fu ridotto di un fattore 1 000/1 001 al fine di evitare le interferenze tra la sottoportante croma e la portante audio del segnale.

## High Frame Rate
High Frame Rate, abbreviato in HFR, è un'elevata frequenza di fotogrammi, nome di una nuova tecnica di ripresa e di proiezione, in ambito cinematografico, introdotta dal regista Peter Jackson nel 2012 con la trilogia de Lo Hobbit. Essa abbandona lo standard dei classici 24 fotogrammi al secondo, e introduce una nuova velocità dai "48 ai 60 fotogrammi al secondo", ottenendo così immagini più fluide e quasi prive di artefatti visivi. 
Fanno parte di questa nuova tecnologia anche: 
- 50p e 60p nelle modalità non interlacciate utilizzate dai sistemi HDTV. Questi formati, tuttavia, non fanno parte degli standard ATSC e DVB.
- 120p è uno standard non interlacciato a 120 fps che verrà utilizzato dai sistemi UHD.[4]

## Interlacciamento
Un fenomeno correlato al numero di fotogrammi al secondo - in particolare su uno schermo a tubo catodico - è lo "sfarfallio" (flicker) dell'immagine ovvero un cambiamento continuo di luminosità che compromette la qualità dell'esperienza visiva. Poiché questo effetto è dovuto alla bassa frequenza con cui sono "ravvivati" i fosfori sullo schermo, si è cercato di eliminarlo aumentando il frame rate; per fare questo, senza aumentare anche la larghezza di banda del segnale, si è optato per il cosiddetto interlacciamento: ogni fotogramma al secondo viene suddiviso in due semiquadri, ovvero vengono prima visualizzate solo le righe dispari dell'immagine, poi solo quelle pari. In questo modo, anche se ogni riga è aggiornata 25 (o 29,97) volte al secondo, come per esempio negli standard televisivi analogici PAL e NTSC, ogni zona dell'immagine è tracciata due volte, quasi come se fossero scansionati 50 (PAL) o 59,94 (NTSC) fotogrammi al secondo.

## Frame rate e visione umana
Sebbene un filmato sembri mostrare delle immagini in movimento in realtà ciò che viene visualizzato è una sequenza di immagini fisse. Una prima spiegazione del fenomeno dal punto di vista biologico, fu ipotizzata dal fisico belga Joseph Plateau, nel XIX secolo, secondo il quale la percezione del movimento continuo era dovuta alla persistenza delle immagini sulla retina, ma questa teoria fu successivamente smentita da Max Wertheimer: è il cervello che, secondo meccanismi non ancora del tutto chiariti, esegue un'operazione di "assemblaggio" dei singoli fotogrammi, interpretandolo come un movimento.